# Valkeainen (sjö i Kuusamo, Norra Österbotten, Finland)
Valkeainen eller Valkeinen är en sjö i Finland. Den ligger i kommunen Kuusamo i landskapet Norra Österbotten, i den nordöstra delen av landet, 700 km norr om huvudstaden Helsingfors. Valkeainen ligger 254,6 meter över havet. Den ligger vid sjön Naamankajärvi. Den är 4,1 meter djup. Arean är 1,31 kvadratkilometer och strandlinjen är 9,99 kilometer lång. Sjön  ingår i Ijo älvs huvudavrinningsområde. 